# Hiiekoda
Hiiekoda (My sacred grove) är det estniska folk metal-bandet Metsatölls debutalbum på skivbolaget Nailboard Records. Det gavs ut 11 december 2004 av Nailboard Records på CD. Albumet återutgavs på vinyl 2007 i en begränsad upplaga. Gitarristen Lauri "Varulven" Õunapuu spelar på skivan även traditionella folkmusikinstrument som säckpipa, kantele och mungiga. Även flöjt och kontrabas förekommer, utöver de instrument som vanligtvis återfinns inom metal.
Omslagets bild och design står konstnären Jüri Arrak och designern Andres Toom för.
Metsatöll tilldelades för Hiiekoda utmärkelsen Årets metallakt på Eesti Muusikaauhinnad-galan (Estonian Music Awards) 2005. Övriga nominerade i klassen Bästa metal-/punkalbum var Winny Puhh med Brääznik och Talbot med EOS.

## Musiker

### Bandmedlemmar
- Markus "Rabapagan" Teeäär – sång, rytmgitarr
- Lauri "Varulven" Õunapuu – gitarr, sång, säckpipa, flöjt, cittra, mungiga och andra folkmusikinstrument
- Raivo "KuriRaivo" Piirsalu – bas, kontrabas, bakgrundssång
- Marko Atso – trummor, bakgrundssång

### Övrig medverkan
- Sven Varkel - mastering
- Andres Toom - design
- Jüri Arrak - omslagskonst

## Låtlista
Estniska titlar
1. Ma laulaks seda luguda 	01:52
2. Lahinguväljal näeme, raisk! 	04:57
3. Rauavanne 	04:58
4. Saaremaa vägimees 	02:19
5. Hundi loomine 	02:44
6. Kui meid sõtta sõrmitie 	02:04
7. Sõjahunt 	03:45
8. Merepojad 	05:40
9. Merimees menneb merele 	00:51
10. Hundi süda sees 	04:34
11. Velekeseq noorõkõsõq 	02:57
12. Raiun kui rauda 	04:20
13. Alle-aa 	03:5
14. Eestimaa vabadiku laul puu oksa peal 	02:13
15. Sajatus 	03:25
16. Kotkapojad 	04:26
17. Hiiekoda 	07:15
18. Ussisõnad 	05:42

Bandets översättning av låttitlarna till engelska
1. This story i would sing
2. See you on the battlefield!
3. The iron oath
4. The giant-hero of Ösel
5. Creation of the wolf
6. When we are summonded to war
7. War-wolf
8. Sons of the sea
9. The seaman goes to sea
10. Wolfheart in me
11. Hey, young brothers
12. As i forge the iron
13. Alle-aa
14. The song of an estonian cottar upon a tree-branch
15. The curse
16. Sons of eagle
17. My sacred grove
18. Charm against snakes